# Ladenbergia acutifolia
Ladenbergia acutifolia là một loài thực vật có hoa trong họ Thiến thảo. Loài này được (Ruiz & Pav.) Klotzsch mô tả khoa học đầu tiên năm 1846.